# 헬레나 맛손
헬레나 맛손(Helena Mattsson, 1984년 3월 30일 ~ )은 스웨덴의 배우이다.

## 출연 작품
- 마이 디너 위드 허브 (2018)
- 페르시안 커넥션 (2016)
- 코드 오브 아너 (2016)
- 아메리칸 호러 스토리 시즌5 (2015)
- 오드리 (2014)
- 멜빈 스마티 (2012)
- 666 파크 애비뉴 (2012)
- 세븐 싸이코패스 (2012)
- 베이비 메이커스 (2012)
- 지.지.지 (2011)
- 무민, 혜성을 쫓아라 (2010)
- 아이언맨 2 (2010)
- 써로게이트 (2009)
- 유 앤 아이 (2008)
- 스피시즈 4 (2007)